# Анхнеснеферібре
Анхнеснеферібре (*д/н — 560 до н. е.) — давньоєгипетська політична діячка XXVI династії, дружина бога Амона та верховна жриця Амона у Фівах у 586—560 роках до н. е.

## Життєпис
Походила з XXVI династії. Донька фараона Псамметіха II та Тахуіта. Про дату народження нічого невідомо. У 595 році до н.е прибула до Фів, де стала «Божественною обожнювачкою» Амона. Згодом за традицією її вдочерила Дружина бога Амона Нітокріс I.
У 586 році до н. е. після смерті Нікотріс I призначається Дружиною бога Амона. Невдовзі її брат Апрій, що став тоді фараоном, призначає Анхнеснеферібре новим верховним жерцем Амона. Це відбулося вперше за багато років, також уперше цю посаду обійняла жінка. Вона переважно займалася обрядовими справами, зазвичай титулувалася Дружиною бога, оскільки ця посада стала набагато вагомішою. Діяла в часи панування Апрія та Яхмоса II.
Вона побудувала в Карнаку храм, присвячений богу Осірісу Оунен-Неферу.
Померла близько 560 року до н. е. Перед тим удочерили Нітокріс II, зайняла посади Дружини бога Амона та верховного жерця Амона. Анхнеснеферібре поховано в Дейр ель-Медіні.